# Jan Caliński
Jan Caliński (ur. 21 listopada 1948, zm. 8 lipca 2021) – polski trener piłkarski.

## Kariera sportowa
Jest absolwentem Akademii Wychowania Fizycznego we Wrocławiu, od 1970 był trenerem w zespole Zjednoczeni Żarów, w latach 1973-1974 pracował w Ślęzy Wrocław, w latach 1975-1979 prowadził eksperymentalną grupę treningową w Akademii Wychowania Fizycznego we Wrocławiu, w 1979 został asystentem Oresta Lenczyka w Śląsku Wrocław, w październiku 1980 został I trenerem wrocławskiego zespołu i prowadził go do końca sezonu 1982/1983. Jego największym sukcesem było wicemistrzostwo Polski w 1982 (w sezonie, w którym zwycięstwo w lidze Śląsk stracił w ostatniej kolejce ligowej). W sezonie 1983/1984 został trenerem-koordynatorem w Górniku Wałbrzych (trenerem tej drużyny był wówczas Horst Panic. W sezonie 1984/1985 został I trenerem wałbrzyskiej drużyny i prowadził ją do końca rundy jesiennej sezonu 1985/1986. W sezonie 1986/1987 był ponownie trenerem Ślęzy Wrocław (w II lidze). W kolejnych latach prowadził lokalne kluby niższych lig.
Drużynę Śląska Wrocław objął ponownie w rundzie wiosennej sezonu 1995/1996, następnie jesienią 1997 w II lidze i ponownie w II lidze w sezonie 1999/2000 (pracę rozpoczął jesienią 1999), zdobywając z wrocławską drużyną awans do ekstraklasy. W kolejnych latach pracował w Śląsku jako trener-koordynator i trener grup młodzieżowych, a w latach 2002-2005 był prezesem klubu. Pochowany na cmentarzu przy ul. Armii Krajowej 1B w Żarowie.